# Takuya Yamada
Takuya Yamada (Tòquio, Japó, 24 d'agost de 1974) és un futbolista japonès que disputar quatre partits amb la selecció japonesa.